# Tony Arrowsmith
John Thomas Arrowsmith (6 tháng 7 năm 1887 – 1950) là một cầu thủ bóng đá từng thi đấu ở Football League cho Grimsby Town.